# Portret Isabeli de Porcel
Portret Isabeli de Porcel (hiszp. Retrato de Isabel Porcel) – obraz olejny hiszpańskiego malarza Francisca Goi przedstawiający hiszpańską arystokratkę.

## Okoliczności powstania
Portret przedstawia młodą hiszpańską arystokratkę Isabel Lobo Velasco de Porcel. Isabel urodziła się około 1780 roku w Rondzie, była drugą żoną Antonia Porcela – starszego od niej o 25 lat liberała, którego poznała w Madrycie, mając 20 lat. Goya wykonał portrety obojga małżonków, ale podobizna Antonia uległa zniszczeniu w pożarze. Antonio Porcel był przyjacielem oświeceniowego polityka Jovellanosa, przez którego poznał mieszkającego w sąsiedztwie Goyę.

## Opis obrazu
Obraz przedstawia półpostać młodej kobiety o jasnych włosach i oczach oraz bardzo jasnej cerze. Jest to rzadszy typ urody Hiszpanek z północno-zachodniej części kraju. Jest ubrana według hiszpańskiej mody w bladoróżową suknię, białą bluzkę i czarną mantylkę. Pomimo że jej strój imituje tradycyjny strój ludowy, jakość materiałów i poza nadają jej arystokratycznej elegancji. Jej korpus jest zwrócony lekko w lewo, podczas gdy głowa jest obrócona w prawo. Szczególną uwagę zwraca energia i zdecydowanie zawarte w jej pozie, zwłaszcza w ułożeniu ramion. W ten pozbawiony elementów pejzażu, architektury czy dodatkowych przedmiotów portret wydaje się niezwykle prawdziwy. Oryginalnym elementem portretu jest także spojrzenie kobiety skierowane w lewo, a nie bezpośrednio na widza.

## Technika
Pociągnięcia pędzlem są lekkie, a szczegóły osiągnięte oszczędnymi środkami, dalekimi od drobiazgowego stylu préciosité. Białe koronki kontrastują z czarną mantylką, spod której przebłyskuje również biel jedwabnej bluzki. Paleta barw jest bogata, kontrastują ze sobą czerń i czerwień, jednocześnie odbijając się od zielonobrązowego tła.

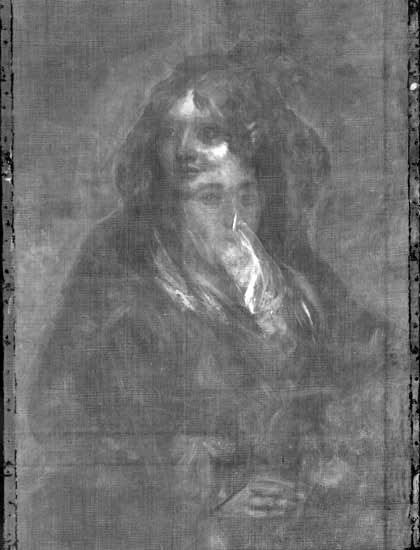
Radiografia obrazu ukazująca inny portret kobiecy ukryty pod podobizną Isabeli

Zamiarem malarza było namalowanie portretu, który stanowiłby również uniwersalne przedstawienie urody hiszpańskich kobiet. Goya był bardzo zadowolony ze swojego dzieła, dlatego podał je ocenie innych malarzy z Akademii św. Ferdynanda, której sam był członkiem.

## Proweniencja
Portrety małżonków pozostały w ich domu do 1887, kiedy zostały sprzedane przez spadkobierców (kolekcja Porcel y Zayas w Grenadzie). Portret Isabeli trafił do National Gallery w Londynie, a portret Antonia do Buenos Aires, gdzie uległ zniszczeniu w pożarze.